# 트릴리온 게임
트릴리온 게임(일본어: トリリオンゲーム, Trillion Game)은 이나가키 리이치로가 글을 쓰고 이케가미 료이치가 그림을 그린 일본 만화 시리즈이다. 2020년 12월부터 쇼가쿠칸의 청년 만화 잡지 빅 코믹 슈페리어에 연재되고 있다. TV 드라마 각색판은 2023년 7월부터 9월까지 방영되었다. 매드하우스가 제작한 TV 애니메이션 시리즈 각색은 2024년 10월부터 방송 중이다. 실사 영화 각색은 2025년 개봉 예정이다.
이 시리즈는 2024년 제69회 쇼가쿠칸 만화상을 수상했다.

## 구성
대기업 트릴리온 게임의 창업자인 하루와 가쿠는 21세기 일본인 최초로 세계 억만장자 10위 안에 드는 두 청년이다. 이 이야기는 자신이 어떻게 여기까지 왔는지를 회상하는 가쿠의 관점에서 진행된다. 하루와의 첫 만남이 이루어진다, 트릴리온 게임의 첫 설립자, 그리고 회사의 성공에 관여한 사람들이 보인다.